# Robaczyn (przystanek kolejowy)
Robaczyn - wąskotorowy kolejowy przystanek osobowy w Robaczynie, woj. wielkopolskim, w Polsce.